# 邁恩克里克鎮區 (阿肯色州亨普斯特德縣)
邁恩克里克鎮區（英語：Mine Creek Township）是位於美國阿肯色州亨普斯特德縣的一個行政鎮區。

## 地方資料
邁恩克里克鎮區的面積為186.73平方千米，當中陸地面積為186.03平方千米，而水域面積為0.70平方千米。根據2010年美國人口普查的數據，當地共有人口1555人，而人口密度為每平方千米8.33人。